# Kviltning

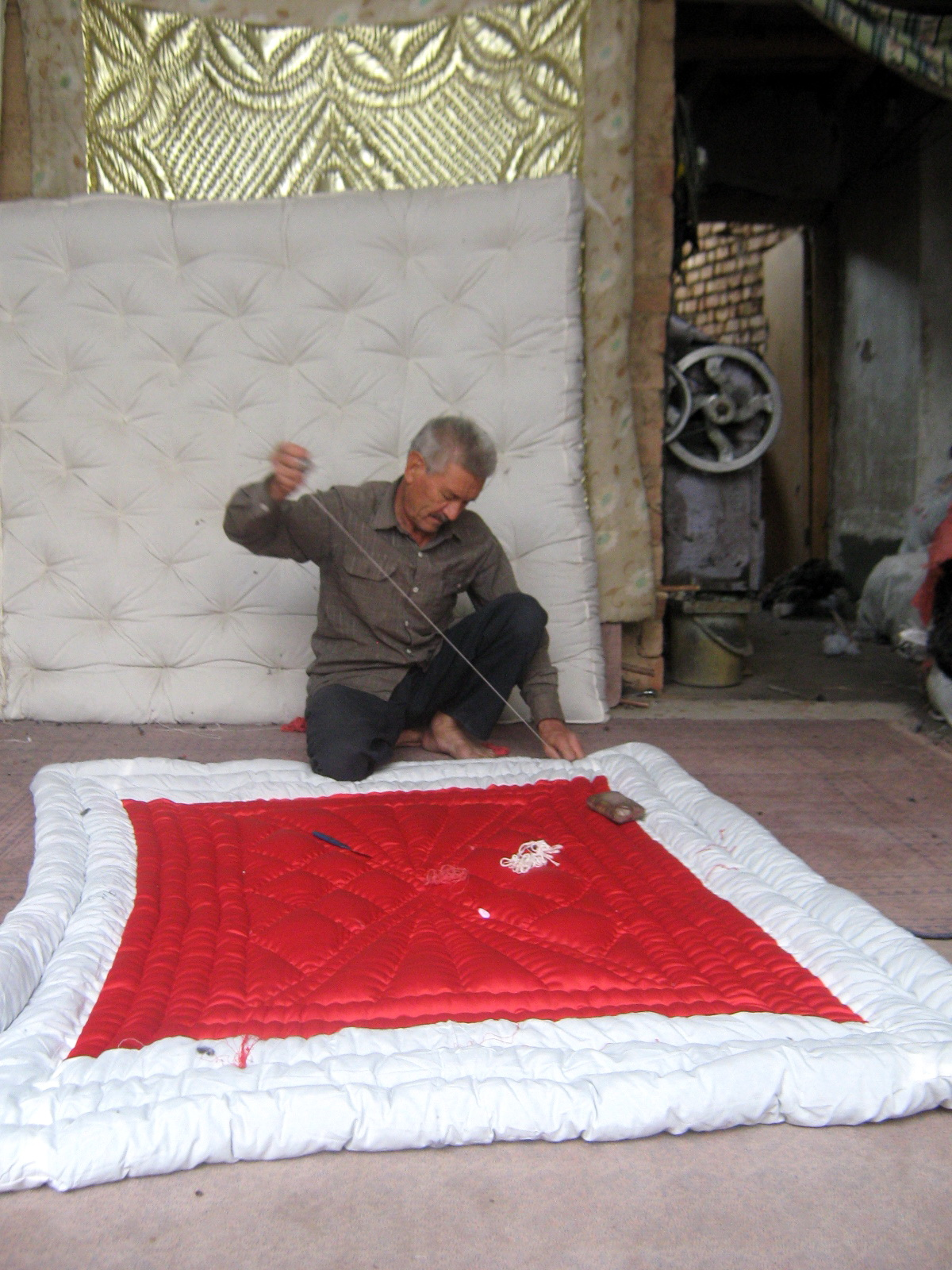
Kviltning i Nishapur, Iran

Kviltning, även quiltning (engelska quilting; efter quilt, 'täcke') eller vaddstickning, är en textil teknik. Man sammanfogar textilbitar med mellanliggande vadd, och tekniken kombineras ofta med lappteknik.
De tidigaste kviltade föremålen man funnit är mattor från Sibirien, som är gjorda under första århundradet f.Kr.

## Olika tekniker
Det finns två olika huvudtekniker för kviltning:
Engelsk kviltning innebär att ett luftigt material såsom vadd, ull, filt eller syntet läggs mellan två tyglager. Man syr (stickar) sedan rakt igenom tyglagren med fyllnadsmaterialet mellan. Stickningen utförs med förstygn eller på maskin. Antingen kan stickningen göras som enkla linjer eller som mer komplicerade mönster.
Dekorativ kviltning genom två tyglager kan utföras på följande sätt:
- Matelassé[1] eller italiensk kviltning: Man syr mönster med två parallella sömmar genom båda tyglagren. Mellan de parallella sömmarna träs sedan en tjock bomullstråd. På det sättet fås ett upphöjt mönster.
- Trapunto: Konturerna av mönstret sys genom båda tyglagren. Från avigsidan snittar man i sammanhängande områden och stoppar in fyllningsmaterial (vadd eller syntetvadd). Snitten sys därefter samman. Motivet framträder då i relief.
- Ekokviltning: Metoden går ut på att man upprepar mönstrets konturer som ringar på vatten med förstygnslinjer så att det uppstår en skugg- eller ekoeffekt. Ekoquiltning användes mest i mitten på 1800-talet och återfanns då oftast på amerikanska lapptäcken.